# Ädelost
Ädelost – gatunek sera podpuszczkowego. Jest on wytwarzany z mleka krowiego. Zawiera ok. 50% tłuszczu i dojrzewa dwa do trzech miesięcy.
Ser ten jest produkowany głównie w Szwecji. Charakteryzuje się początkowo łagodnym smakiem, który staje się coraz bardziej pikantny w miarę dojrzewania.